# União de Marechal Hermes Futebol Clube
União de Marechal Hermes Futebol Clube foi uma agremiação esportiva da cidade do Rio de Janeiro. Fundado como Sport Club União a 5 de Novembro de 1915, alterou seu nome a 13 de maio de 2000.

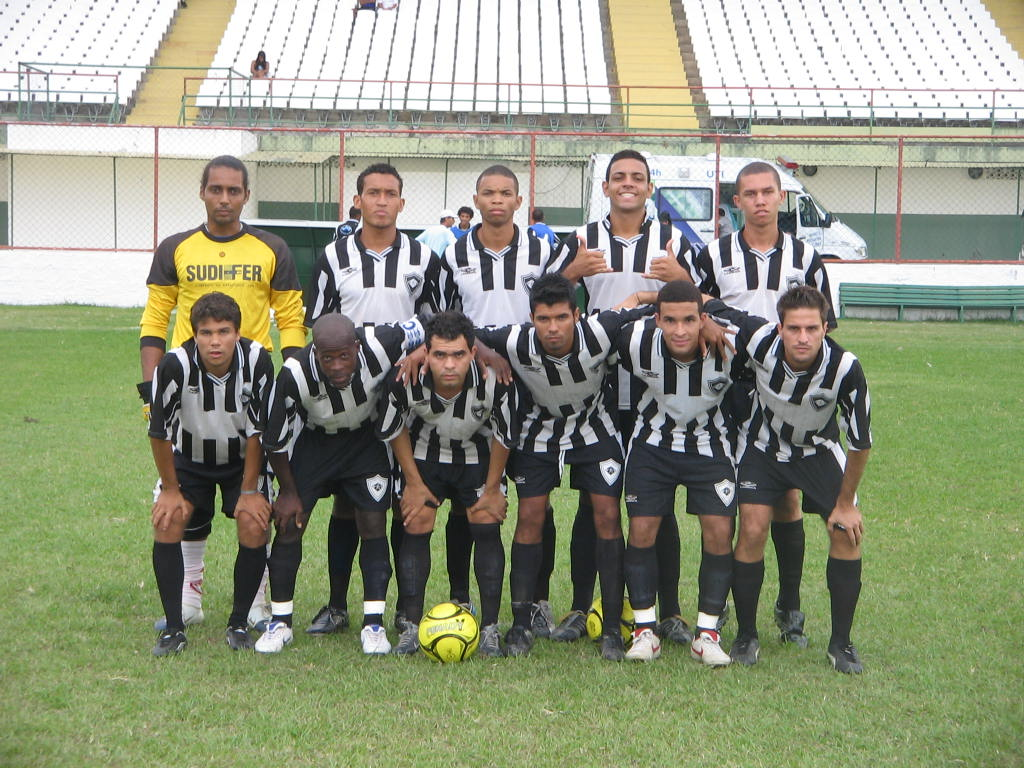
União de Marechal Hermes em 2007. Foto de Paulo Roberto Rodrigues

## História
O SC União de Marechal Hermes, bairro suburbano da cidade, é um dos clubes mais antigos e tradicionais ainda em atividade. 
Em 1925, venceu o Botafogo A.C., sendo campeão da Liga Brasileira de Desportos.
Em 1932, participou da Segunda Divisão Carioca, na série Raul Meirelles Reis, em campeonato promovido pela Associação Metropolitana de Esportes Athleticos (AMEA), o mesmo ocorrendo nos anos seguintes.
Em 1933, vence o Campeonato Carioca de 2°s quadros da Segunda Divisão em certame promovido pela AMEA.
Em setembro de 1936 pede desligamento da Federação Metropolitana de Desportos e se filia à Federação Atlética Suburbana. 
Em setembro de 1936 pede desligamento da Federação Metropolitana e se filia à Federação Atlética Suburbana. Durante a década de 30 e 40 participa dos certames da Federação Atlética Suburbana, conseguindo um vice-campeonato, em 1939, no Torneio de Classificação ao capitular diante do Sport Club Ideal, de Parada de Lucas. 
Em 1944, faz a sua melhor campanha, se sagrando vice-campeão da terceira categoria da Federação Metropolitana de Futebol ao perder a final para o Del Castilho Futebol Clube. 
Após a extinção da Federação Atlética Suburbana, os clubes que faziam parte da mesma, no certame da terceira divisão, sentiam-se desprestigiados com a política estabelecida pela Federação Metropolitana de Futebol. Na tentativa de mudar esse quadro, criou-se o Departamento Autônomo em Assembleia realizada no dia 7 de julho de 1949. O SC União disputa o primeiro campeonato já nesse mesmo ano. Vence em 1951 a Taça Disciplina.

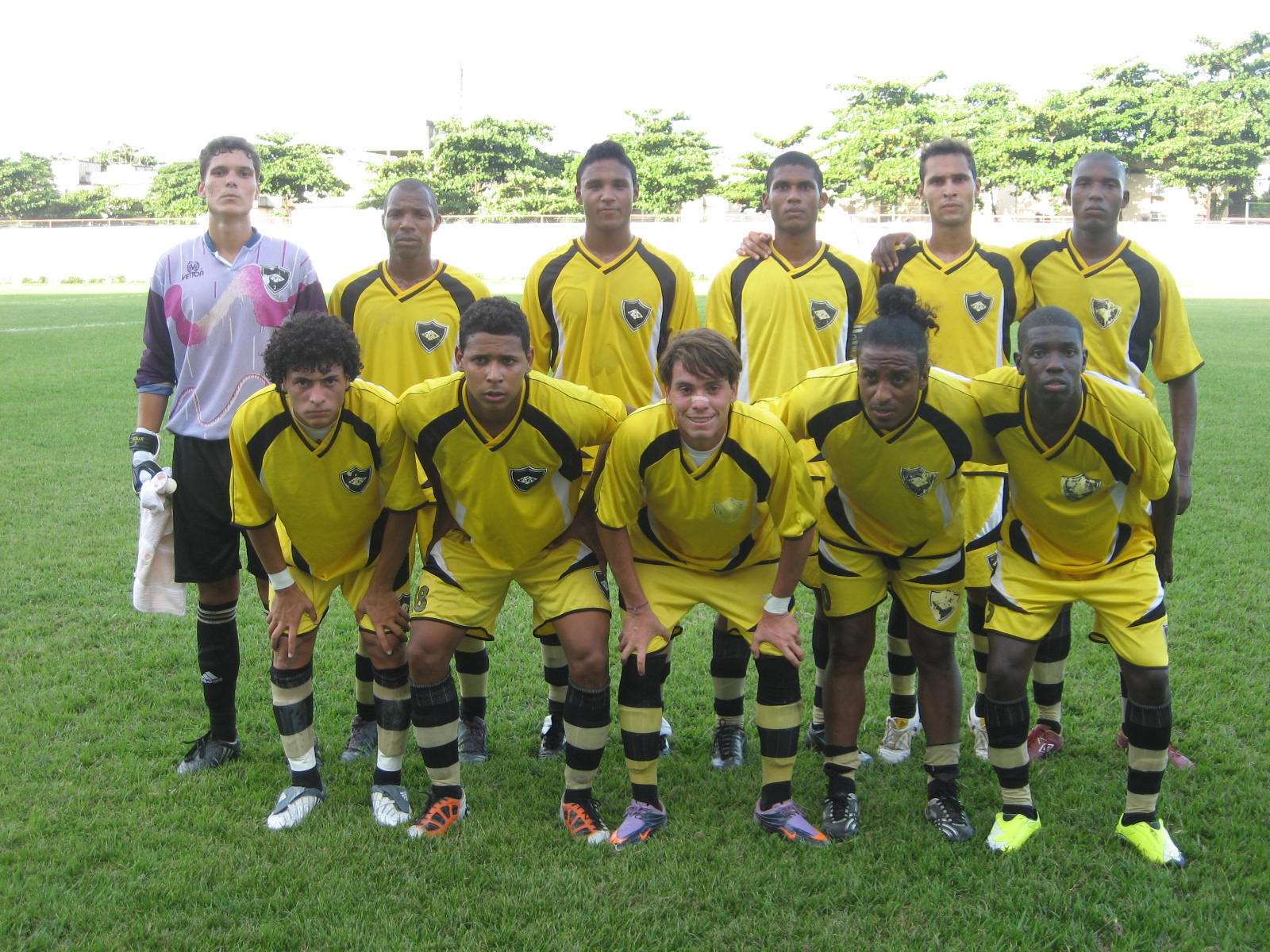
União de Marechal Hermes em 2011

Em 1954, é campeão da categoria aspirantes e ganha novamente a Taça Disciplina. No ano seguinte, vence novamente a Taça Disciplina, feito que ocorre novamente em 1956 e 1957.
Em 1957, é vice-campeão do Departamento Autônomo na série João da Silva Ramos.
O clube que, atualmente disputa o Campeonato da Terceira Divisão do Rio de Janeiro, estreou nas competições profissionais, em 1993, na mesma Terceira Divisão. Continua no mesmo grupo em 1994 e 1995. Em 1996, está na Quarta Divisão, que tinha o nome de Segunda Divisão. No ano seguinte se licencia das competições, o mesmo ocorrendo em 1998.
Em 1999, volta na Terceira Divisão ficando em último em seu grupo na primeira fase. Em 2000, é penúltimo colocado em seu grupo, não conseguindo se classificar à segunda fase. Em 2001, faz a sua melhor campanha chegando em terceiro na classificação geral. Em 2002, não consegue chegar às finais, o mesmo ocorrendo no ano seguinte.

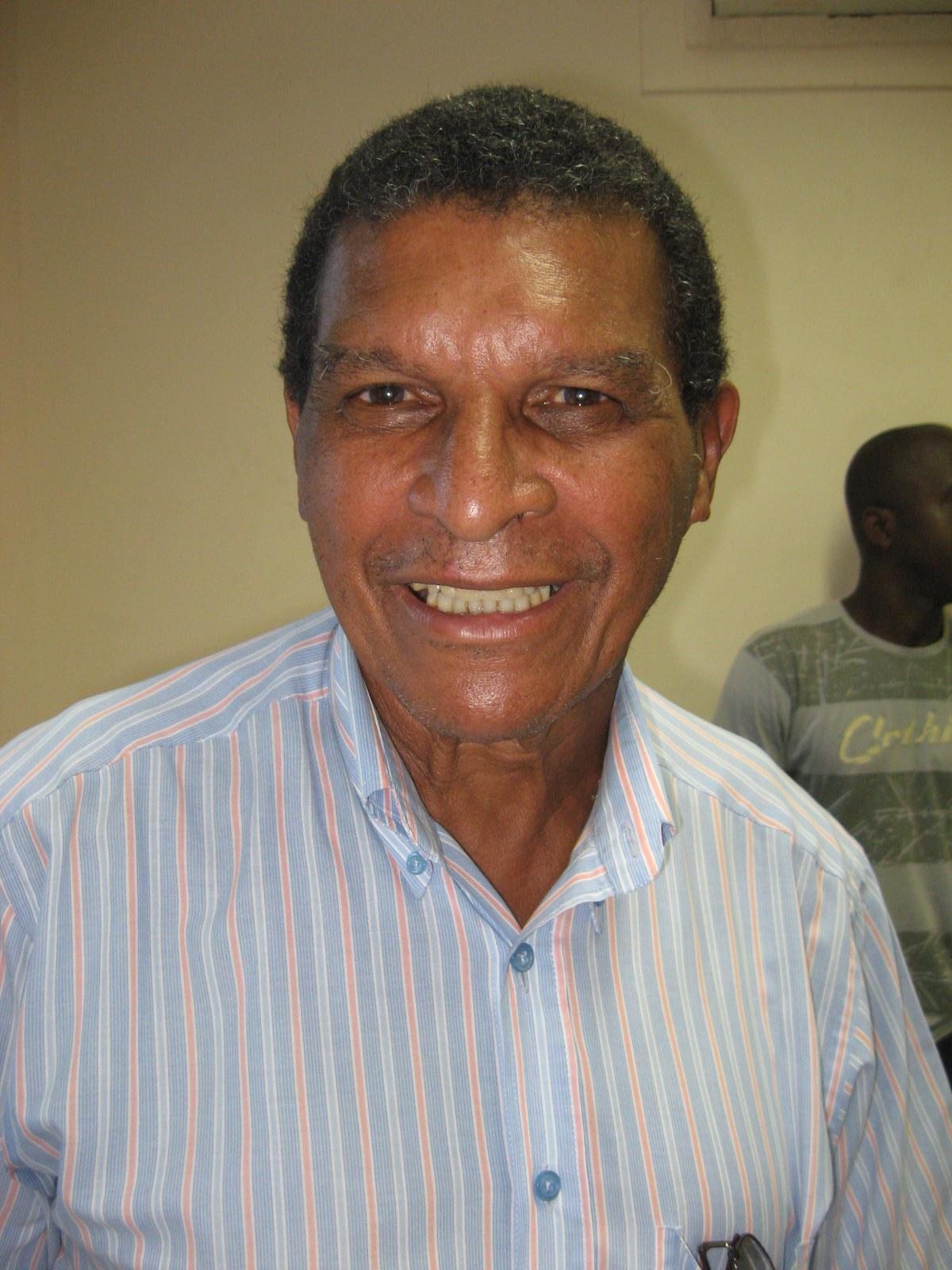
Ivany da Costa Cardoso, presidente

Em 2004, também não passa da primeira fase. Em 2005, se licencia das atividades profissionais. No ano seguinte, retorna mas não passa da primeira fase do campeonato. Em 2007, se licencia novamente, ausentando-se da competição. No ano posterior, é o último colocado em sua chave, permanecendo na Terceira Divisão.
Sua sede fica no bairro de Marechal Hermes. Suas cores são preto e branco. Desde sua fundação, ótimos jogadores fizeram parte de seu elenco, dentre os quais os irmãos Zecão e Luiz Camarão, bastante conhecidos entre os boleiros do bairro.
O clube teve projeção na mídia ao lutar com o Botafogo pela posse do Estádio Mané Garrincha, que havia sido cedido ao Glorioso quando ele perdeu sua sede de General Severiano e teve de mudar-se para Marechal Hermes (o Botafogo, na década de 1990, voltou a sua sede original). Em 2002, quando havia retomado suas atividades, o União reivindicou a devolução do terreno, que foi concedido por decreto pela governadora Rosinha Garotinho.
Este fato fez o presidente do Botafogo, Bebeto de Freitas, a não investir no estádio, que permanecia ocupado pelo clube, que o utilizava como Centro de Treinamentos das categorias de base de futebol. A luta, por parte de movimentos ligados a torcedores botafoguenses, fez com que o terreno fosse repassado novamente ao Botafogo, em 2007, que pretende utilizá-lo para a criação de novos jogadores. O União segue na luta jurídica para reaver o seu antigo estádio.
Após ausência de dois anos, retorna em 2011 ao profissionalismo. 
Uma de suas maiores revelações trata-se do lateral esquerdo Aurélio Ricardo mais conhecido como "sapo" atuou por cerca de 2 anos no clube entre 2010 e 2012 contabilizando 52 gols em 68 partidas, na maioria das ocasiões atuando como ponta de lança. Logo depois transferiu se para a equipe do Bonsucesso. 

## Títulos
- Campeão da Liga Brasileira de Desportos (LBD) - 1°s Quadros: 1925;
- Campeão da Liga Brasileira de Desportos (LBD) - 3°s Quadros: 1926;
- Campeão da Liga Brasileira de Desportos (LBD): 1928;
- Campeão da Liga Brasileira de Desportos (LBD) - 2°s Quadros: 1929;
- Campeão da Liga Brasileira de Desportos (LBD) - 3°s Quadros: 1929;
- Campeão Carioca de 2°s Quadros da 2° Divisão: 1933;
- Vice-campeão do Torneio de Classificação da Federação Atlética Suburbana: 1939;
- Vice-campeão da terceira categoria da Federação Metropolitana de Futebol: 1943;
- Campeão da Taça Disciplina da FMF: 1947;
- Campeão da Taça Disciplina - Departamento Autônomo: 1951, 1954, 1955, 1956 e 1957;
- Campeão de Aspirantes - Departamento Autônomo: 1954;
- Vice-campeão - Departamento Autônomo: (Série João da Silva Ramos), categoria Adultos: 1957;

## Fonte
- VIANA, Eduardo. Implantação do futebol Profissional no Estado do Rio de Janeiro. Rio de Janeiro: Editora Cátedra, s/d.